# Norbert Brodine
Norbert Brodine (* 16. Dezember 1896 in Saint Joseph, Missouri; † 28. Februar 1970 in Los Angeles, Kalifornien) war ein US-amerikanischer Kameramann.

## Leben
Norbert Brodine fand nach seinem Militärdienst im Ersten Weltkrieg eine Anstellung als Kameramann. Seine Spezialität war die Schwarzweiß-Fotografie, die, wenn es darauf ankam, düstere Szenarien gestalten konnte. Er arbeitete jedoch auch an zahlreichen Komödien mit, darunter etlichen Filmen mit Stan Laurel und Oliver Hardy. Geschätzt wurde Brodine für seine dokumentarischen Fähigkeiten, da er nicht nur im Studio, sondern auch an Freiluft-Schauplätzen zu arbeiten verstand. Ab 1952 war Brodine nur noch für das Fernsehen tätig.

## Filmografie (Auswahl)
- 1920: Stop Thief
- 1924: Die Seeteufel (The Sea Hawk)
- 1926: Sazarac, der Piratenkapitän (The Eagle of the Sea)
- 1930: Die Frau für alle (The Divorcee)
- 1930: Holiday
- 1931: The Guardsman
- 1932: Wer andern keine Liebe gönnt (The Passionate Plumber)
- 1933: Deluge
- 1933: Der Staranwalt von Manhattan (Counsellor-at-law)
- 1935: Die Fee (The Good Fairy)
- 1936: Lustige Sünder (Libeled Lady)
- 1937: Topper – Das blonde Gespenst (Topper)
- 1937: Sternschnuppen (Pick a Star)
- 1938: Als Salontiroler (Swiss Miss)
- 1938: Millionärin auf Abwegen (There Goes My Heart)
- 1938: Topper geht auf Reisen (Topper Takes a Trip)
- 1938: Wie leben wir doch glücklich! (Merrily We Live)
- 1939: Zenobia, der Jahrmarktselefant (Zenobia)
- 1939: Nenn mich Hilda (The Housekeeper’s Daughter)
- 1939: Von Mäusen und Menschen (Of Mice and Men)
- 1939: Kettensträfling in Australien (Captain Fury)
- 1940: Tumak, der Herr des Urwalds (One Million B. C.)
- 1940: Überfall auf die Olive Branch (Captain Caution)
- 1940: Die Dame ist der Gatte (Turnabout)
- 1941: Topper 2 – Das Gespensterschloß (Topper Returns)
- 1943: Dr. Gillespie’s Criminal Case
- 1943: Dick und Doof: Die Tanzmeister (The Dancing Masters)
- 1945: Die Stierkämpfer (The Bullfighters)
- 1945: Das Haus in der 92. Straße (The House on 92nd Street)
- 1946: Irgendwo in der Nacht (Somewhere in the Night)
- 1946: 13 Rue Madeleine
- 1947: Der Todeskuß (Kiss of Death)
- 1947: Bumerang (Boomerang)
- 1948: Ich war eine männliche Kriegsbraut (I Was a Male War Bride)
- 1948: Belvedere, das verkannte Genie (Sitting Pretty)
- 1949: Gefahr in Frisco (Thieves’ Highway)
- 1950: Der einsame Champion (Right Cross)
- 1951: Der Fall Cicero (Five Fingers)
- 1951: Froschmänner (The Frogmen)
- 1951: Rommel, der Wüstenfuchs (The Desert Fox: The Story of Rommel)